# (5113) Kohno
(5113) Kohno es un asteroide perteneciente al cinturón de asteroides descubierto por Tsutomu Seki desde el Observatorio de Geisei, Japón, el 19 de enero de 1988.

## Designación y nombre
Kohno fue designado al principio como 1988 BN.
Posteriormente, en 1994, se nombró en honor del guitarrista japonés Masaru Kohno.

## Características orbitales
Kohno está situado a una distancia media de 2,666 ua del Sol, pudiendo acercarse hasta 2,07 ua y alejarse hasta 3,263 ua. Su excentricidad es 0,2236 y la inclinación orbital 31,59 grados. Emplea en completar una órbita alrededor del Sol 1590 días. El movimiento de Kohno sobre el fondo estelar es de 0,2264 grados por día.

## Características físicas
La magnitud absoluta de Kohno es 12,5.